# العربی الشباک
العربی الشباک (انگلیسی: Larbi Chebbak؛ ۱۹۴۶ – ۳۰ ژانویه ۲۰۲۰) بازیکن فوتبال اهل مراکش بود.
وی همچنین در تیم ملی فوتبال مراکش بازی کرده‌است.